# São Facundo
São Facundo era una freguesia portuguesa del municipio de Abrantes, con 77,93 km² de área e 1 133 habitantes (2001). Densidad: 14,5 hab/km².

## Localización
La freguesia de São Facundo se situaba en el límite sureste del municipio y tenía como vecinos los municipios de Ponte de Sôr al sueste y las freguesias de Pego y de Concavada al norte, de Alvega al nordeste, de Vale de Mós al sur, de Bemposta al oeste y de São Miguel do Rio Torto al noroeste.

## Historia
Fue suprimida el 28 de enero de 2013 en aplicación de una resolución de la Asamblea de la República portuguesa promulgada el 16 de enero de 2013 al unirse con la freguesia de Vale de Mós, formando la nueva freguesia de São Facundo e Vale das Mós.